# Rita Czech-Blasel
Rita Czech-Blasel (* 27. Juli 1932 in Freiburg im Breisgau als Rita Blasel; † 25. März 2023 ebenda) war eine deutsche Skilangläuferin.

## Werdegang
Im Winter 1953/54 fiel dem Tschechoslowaken Hans Czech, der vor dem kommunistischen System geflohen war, Rita Blasel aufgrund ihrer Kondition bei einem gemeinsamen Skiausflug in den Schwarzwald auf. Hans Czech, der Rita Blasel später heiratete, wurde ihr Trainer. Bei ihrem ersten Wettkampf im Winter 1954/55 in St. Märgen besaß Czech-Blasel keine Langlaufski, so sägte sie mit der Kreissäge ihre Alpinen Ski auf die Breite von Langlaufskiern. Sie belegte den ersten Platz. Czech hatte das Ziel, sie zu den Olympischen Winterspielen 1960 zu führen. Jedoch gelang es Rita Czech-Blasel wegen ihres hohen Ehrgeizes, schon bei den Olympischen Spielen 1956 in Cortina d’Ampezzo teilzunehmen. Wenige Wochen später gewann sie die deutsche Meisterschaft in Willingen und auch in den folgenden zwölf Jahren konnte die Freiburgerin ihren Titel verteidigen.
Bei den Olympischen Spielen in Squaw Valley 1960 belegte sie über 10 Kilometer den zwölften Rang. Die Krönung des Jahres war ein zweiter Platz am Holmenkollen. Auch vier Jahre später ging sie bei den Winterspielen in Innsbruck 1964 an den Start, wo sie mit der Staffel knapp die Bronzemedaille verpasste.
Nach ihrer Karriere absolvierte sie eine Ausbildung zur Sportlehrerin und ging in den Schuldienst. Jedoch betätigte sie sich weiterhin sportlich, so gewann unter anderem 1969 die erste Austragung des Engadin Skimarathon und wurde 1967 und 1969 Schweizer Skilanglaufmeisterin. Neben ihrer Tätigkeit als Sportlehrerin engagierte sie sich ab 1975 über sechs Amtsperioden als Stadträtin in Freiburg.